# Suric
Suric è un comune della Moldavia situato nel distretto di Cimișlia di 871 abitanti al censimento del 2004